# Tanay (Rizal)
Pour les articles homonymes, voir Tanay.
Tanay est une municipalité des Philippines de 1re classe dans la province de Rizal.